# Munitionserwerbsschein
Der Munitionserwerbschein (MES) ist in Deutschland eine waffenrechtliche Erlaubnis, die zum Erwerb und Besitz der darauf aufgeführten Munition berechtigt. Die Voraussetzungen für die Erteilung eines Munitionserwerbscheins in Deutschland sind in § 10 Abs. 3 WaffG geregelt.
In den Munitionserwerbschein trägt die Behörde die Munition ein, die der Berechtigte erwerben und besitzen darf. Der MES wird, in Bezug auf den Munitionserwerb, auf sechs Jahre befristet, danach  gilt er allerdings, bezüglich des Besitzes der erworbenen Munition, unbefristet weiter.
Sportschützen und Jäger erhalten ihre Munitionserwerbsberechtigung üblicherweise mit einem Eintrag in der Waffenbesitzkarte (WBK), bzw. Jäger bei Langwaffenmunition durch den gültigen Jagdschein.
Aus diesem Grund wird der Munitionserwerbschein als Erlaubnisurkunde selten ausgestellt. Folgende Personengruppen bilden hierbei die Ausnahme:
- Munitionssammler
- Sachverständige
- Schießsportleiter
- Schießstandbetreiber
- Landwirte

Der Munitionserwerbschein kann nur für bestimmte Kaliber oder Munition aller Art, ausgenommen verbotene oder dem Kriegswaffenkontrollgesetz unterliegende Munition, erteilt werden. Eine Beschränkung ist sinnvoll, wenn z. B. auf dem Stand nur eine bestimmte Munitionsart verschossen werden kann. Diabolos und Geschosse fallen nicht unter das Waffengesetz.
Sammler bekommen üblicherweise den Vermerk „In der kleinsten Verpackungseinheit“, womit die Einzelabgabe gemeint ist, da das deutsche Waffenrecht nur die Abgabe in unangebrochenen Verkaufsverpackungen vorsieht. Landwirte haben ein waffenrechtliches Bedürfnis für den Erwerb von Pyroknallpatronen zur Vertreibung von Schadvögeln. In diesem Fall wird der Munitionserwerbsschein auf den Erwerb von "15mm Pyropatronen" beschränkt erteilt.
Die Verwaltungsgebühren für einen Munitionserwerbschein liegen je nach Waffenbehörde etwa bei 40 Euro. Bezüglich Zuverlässigkeit und persönlicher Eignung gelten die gleichen Maßstäbe wie bei der Waffenbesitzkarte.
Zwischen dem Besitz und dem Führen von Munition wird im Waffengesetz nicht unterschieden. Munition für Waffen mit PTB-Siegel kann ab 18 Jahren "frei", d. h. ohne waffenrechtliche Erlaubnis, erworben werden.

## Aufbewahrung von Munition
Munition ist unabhängig von der Erlaubnispflicht in einem verschlossenen Behältnis aufzubewahren. Ein verschlossenes Behältnis ist insoweit der Mindeststandard für die Aufbewahrung von Waffen und Munition. Für die gemeinsame Aufbewahrung von Waffen und Munition in einem B-Schrank genügt als Innenfach für die Aufbewahrung von Munition ein festes verschlossenes Behältnis. Daneben ist auch die Aufbewahrung „über Kreuz“ von Schusswaffen und nicht dazugehöriger Munition in einem Sicherheitsbehältnis der Sicherheitsstufen A oder B zulässig.